# Geographensee
Geographensee är en sjö i Antarktis. Den ligger i Sydshetlandsöarna. Argentina, Chile och Storbritannien gör anspråk på området. Geographensee ligger 43 meter över havet.
I övrigt finns följande vid Geographensee:
- Shimen Bandao (en udde)